# Xian de Liaozhong
Le xian de Liaozhong (辽中县 ; pinyin : Liáozhōng Xiàn) est un district administratif de la province du Liaoning en Chine. Il est placé sous la juridiction de la ville sous-provinciale de Shenyang.

## Démographie
La population du district était de 506 653 habitants en 1999.